# Townsville
För staden i Powerpuffpinglorna, se Townsville (fiktiv stad).
Townsville är en stad på Australiens nordöstra kust, i delstaten Queensland mellan Cairns och Brisbane. Det är Australiens största stad norr om Sunshine Coast och ligger i höjd med Stora barriärrevet. Det finns järnvägsförbindelse västerut till Mount Isa.